# Olivier Pineau
Olivier Pineau (26 de julio de 1973) es un deportista canadiense que compitió en taekwondo. Ganó dos medallas de oro en el Campeonato Panamericano en los años 2002 y 2012.

## Palmarés internacional
| Campeonato Panamericano | Campeonato Panamericano | Campeonato Panamericano | Campeonato Panamericano |
| Año                     | Lugar                   | Medalla                 | Categoría               |
| ----------------------- | ----------------------- | ----------------------- | ----------------------- |
| 2002                    | Quito (Ecuador)         | Medalla de oro          | +84 kg                  |
| 2012                    | Sucre (Bolivia)         | Medalla de oro          | +87 kg                  |